# جدجد سيبيري
جدجد سيبيري (الاسم العلمي: Gryllus sibiricus) هو نوع من الحشرات يتبع جنس الجدجد من فصيلة الجداجد الحقيقية.